# Walisische Hockeynationalmannschaft der Herren

Das walisische Team beim Spiel gegen Schottland (1911)

Die walisische Feldhockeynationalmannschaft der Männer vertritt Wales bei internationalen Feldhockeywettbewerben der Männer.
Wales nahm einmal an den Olympischen Sommerspielen teil und gewann die Bronzemedaille. Seitdem nehmen sie als Teil des britischen Kaders an den Olympischen Spielen teil. 2021 qualifizierten sie sich für ihre allererste Weltmeisterschaft 2023.
Aktuell (Juli 2025) steht die Nationalmannschaft in der Weltrangliste auf dem Feld auf Rang 17.

## Turniergeschichtebearbeiten

### Olympische Spiele
- 1908 – Bronze

### Weltmeisterschaft
- 2023 – 11. PLatz

### Hockey-Europameisterschaft
- 1970 – 12. Platz
- 1974 – 8. Platz
- 1978 – 6. Platz
- 1983 – 12. Platz
- 1987 – 12. Platz
- 1991 – 10. Platz
- 1995 – 7. Platz
- 1999 – 6. Platz
- 2019 – 6. Platz
- 2021 – 7. Platz
- 2023 – 8. Platz